# Ladislav Velen ze Žerotína

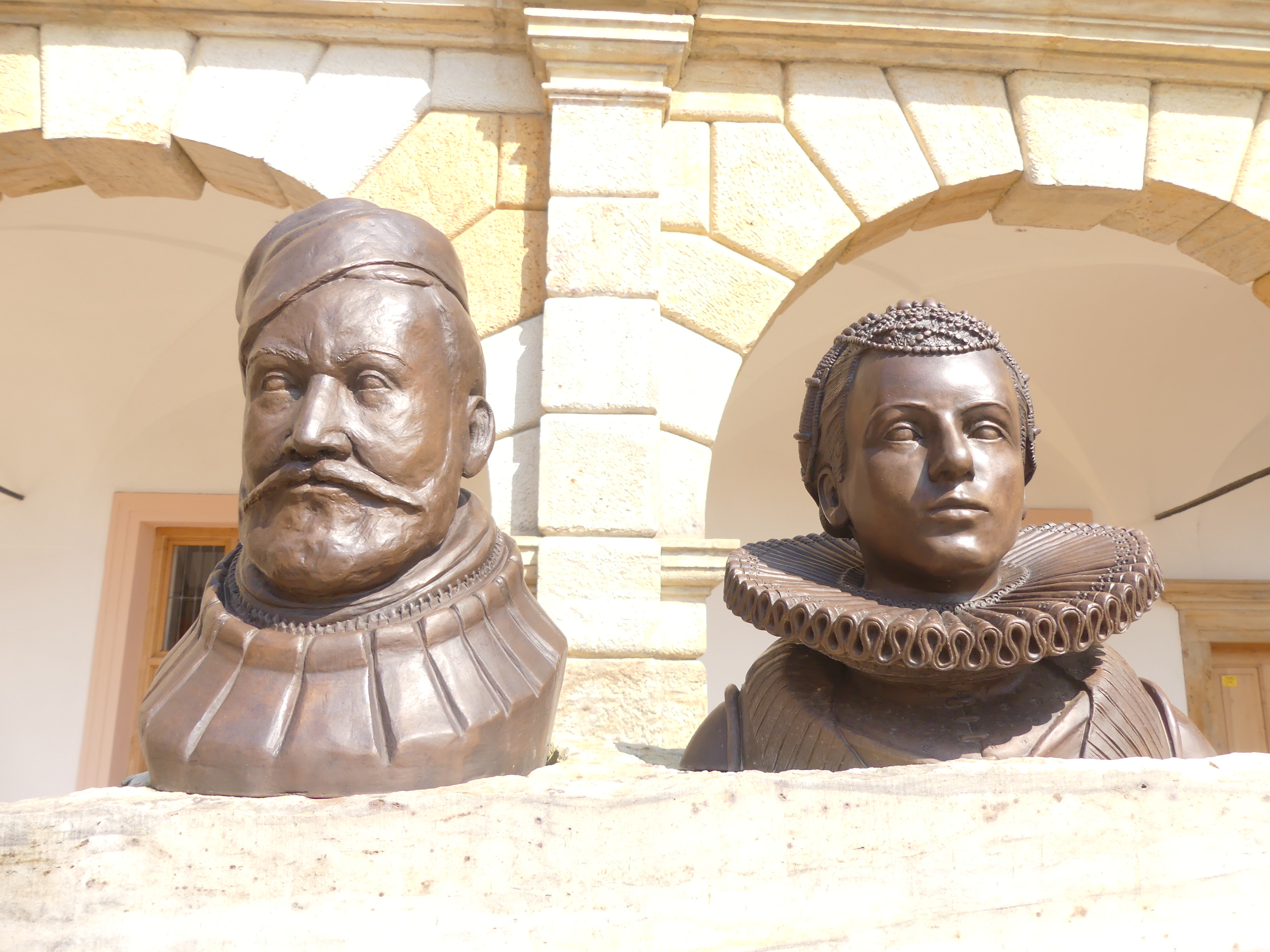
Ladislav Velen ze Žerotína s manželkou Bohunkou rozenou z Kunovic

Ladislav Velen ze Žerotína, někdy psán také jako Ladislav Velen ze Žerotína na Břeclavi (také německy jako Ladislav Velen von Zerotein, 7. prosince 1579, Břeclav – 3. dubna 1638, Poznaň, Polsko) byl moravský šlechtic z břeclavské větve pánů ze Žerotína, moravský zemský hejtman během povstání proti Ferdinandovi II., vůdce bělohorského odboje na Moravě. Byl komorníkem a radou českého krále Fridricha Falckého a pobělohorský emigrant. Později se stal radou a vojenským komisařem dánského krále a vojenským velitelem Opavy. 

## Život
Ladislav Velen byl syn Jana ze Žerotína na Břeclavi († 1592) a jeho ženy Kunhuty, řečené Kunka, Černohorská z Boskovic (1538 – 23. září 1590), dcery Ladislava Velena Černohorského z Boskovic († 1551) a Bohunky z Lipé. Kunka měla dvě sestry - Marii Annu a Johanku, dva bratry - Jana a Václava.

### Manželství
Ladislav Velen byl třikrát ženat:
Jeho první manželkou byla Bohunka (Kunka) z Kunovic (1582–1614), se kterou měl syna Bartoloměje († 1644).
Druhá manželka byla Eliška Alžběta z Thurnu († 1622, Ruda nad Moravou), dcera Martina z Thurnu († 1611) a jeho manželky Anny. Měla tři sourozence - Magdalenu († 3. duben 1617), Jana Viléma († 1620), Jindřicha Václava († 1642). Také to byla neteř Jindřicha Matyáše Thurna (1567–1640)
Jeho třetí manželkou byla Anna Maximiliana z Oppersdorffu (1587, Kosel, Svatá říše římská – 1657, Elblag, Varmijsko-mazurské vojvodství, Polsko). Dcera Viléma z Oppersdorffu (1554, Brzeg, Polsko – 4. květen 1598, Praha) a Zuzany z Hardeka. Měla sestru Voršilu Žofii (1589, Kosel, Svatá říše římská – 4. prosinec 1649, Frankenštejn, Polsko). Jejím prvním manželem byl Petr II. ze Švamberka (1581 – 24. září 1620, Praha). Z prvního manželství měla dceru - Marii Kateřinu (* 23. únor 1621 – 1664), Jana Viléma pohrobka (* únor 1630, Elblag, Varmijsko-mazurské vojvodství, Polsko). V druhém manželství se ji narodili tito potomci: Jiří Vilém (* 26. březen 1638, Lipsko), Anna Dorota (* Elblag, Varmijsko-mazurské vojvodství, Polsko), Zuzana Alžběta (* Elblag, Varmijsko-mazurské vojvodství, Polsko), Jiří Bedřich (* Elblag, Varmijsko-mazurské vojvodství, Polsko), Jan Erazim (* Elblag, Varmijsko-mazurské vojvodství, Polsko), Anna Žofie (* Elblag, Varmijsko-mazurské vojvodství, Polsko).

### Vzdělávání
Po brzké smrti rodičů zdědil rozsáhlý, avšak hodně zadlužený majetek – panství Břeclav, Rudu nad Moravou, Zábřeh, Moravskou Třebovou, zámek Tatenice, tvrz v Nemili u Zábřeha. Poručníky, mezi nimiž byl i Opavan Amand Polan z Polansdorfu, byl veden k reformovanému humanismu, čemuž odpovídaly i jeho studijní cesty po Evropě. Během kavalírské cesty studoval na univerzitách v Basileji, Ženevě, Heidelbergu, Padově a Štrasburku.
Po ukončení studií se přiblížil Jednotě bratrské, ale není doloženo, že by se stal jejím členem. Ujal se také správy vlastního majetku, brzy se zbavil dluhů a svá panství dále zvětšoval. Patřil mezi nejbohatší šlechtice předbělohorské Moravy.

### Majetek
Ladislav Velen ze Žerotína byl významným stavebníkem a objednavatelem literárních a výtvarných uměleckých děl. Jeho nejvýznamnějšími stavebními počiny je manýristická architektura zámku v Moravské Třebové (asi 1611–1615) a loveckého zámečku v Tatenici (1606). Financoval také sakrální stavby, např. špitální kostelík (1598) a kostel na Křížovém Vrchu v Moravské Třebové. V jeho službách působil lékař a autor alchymistického spisu o přípravě tekutého zlata Marcus Eugenius Bonacina a podpořil též vydání dalších děl s alchymistickou tematikou. Projekt Žerotínovy rezidence v Moravské Třebové zhotovil císařský dvorní architekt a stavitel Giovanni Maria Filippi. Výzdoba zahrnovala bohatou sochařskou dekoraci nádvoří vytvořenou rukama dvou anonymních sochařů, působili zde brněnský kameník Abbondio Olivier Salis, Lorenz Paris a sochař Hans Gatscha z Ivančic. Kromě nich ve městě žili i další, většinou vlašští řemeslníci. Stavbu moravskotřebovského zámku například vedl Giovanni Motalla.

## Politika
Mezi lety 1609 a 1612 byl olomouckým krajským hejtmanem, od 1612 byl přísedícím moravského zemského soudu a tento úřad vykonával až do roku 1619.
V moravském sněmu patřil k radikálnímu křídlu nekatolíků. V roce 1616 uzavřel sňatek s neteří Jindřicha Matyáše Thurna, radikálního vůdce opozice v Čechách.
Po vypuknutí stavovského povstání v Čechách prosazoval připojení Moravy ke konfederaci. V květnu 1619 velel jezdectvu, které táhlo na Vídeň. Dne 5. srpna porazil početně silnější rakouské vojsko v bitvě u Dolních Věstonic. Dne 7. srpna 1619 byl zvolen moravským zemským hejtmanem.
V únoru 1620 zavítal do Brna nový český král Fridrich Falcký, který potvrdil Žerotína v jeho úřadě a později ho jmenoval svým poradcem, komořím a dokonce se stal kmotrem jeho syna.

## Období exilu
Po bitvě na Bílé hoře Žerotín prosil o milost, ale marně. V nepřítomnosti byl odsouzen k trestu smrti a zabavení veškerého majetku. V emigraci se připojil k odpůrcům Habsburků. Roku 1621 se pokusil spolu s vojskem Jana Jiřího Krnovského dobýt zpět Opavu, která byla v držení Karla z Lichtenštejna. Po dalších prohrách se odebral do Uher a později ke dvoru Fridricha Falckého do Haagu.
Roku 1626, v době třicetileté války, bojoval ve jménu dánského krále Kristiána IV. Dánského po boku velitele koaličních armád Petra Arnošta Mansfelda a podílel se na okupaci Slezska, včetně Opavska. Roku 1634 byl jmenován vrchním velitelem švédského okupačního vojska ve Slezsku. Po porážce Švédů ustoupil do Poznaně, kde pak také zemřel.